# Meeting International Mohammed VI d’Athlétisme 2024
Meeting International Mohammed VI d’Athlétisme 2024 – 15. edycja międzynarodowego mityngu lekkoatletycznego, który odbył się 19 maja 2024 roku na Stade de Marrakech w Marrakeszu. Zawody były czwartą odsłoną znajdującej się w kalendarzu Diamentowej Ligi, cyklu najbardziej prestiżowych mityngów lekkoatletycznych, organizowanych pod egidą World Athletics w sezonie 2024.

## Program mityngu
Źródło: swisstiming.com.
| Godzina | Konkurencja                   |
| ------- | ----------------------------- |
| 19:14   | Bieg na 800 m                 |
| 19:15   | Trójskok                      |
| 19:41   | Rzut dyskiem                  |
| 19:48   | Bieg na 400 m                 |
| 19:57   | Bieg na 1500 m                |
| 20:22   | Bieg na 100 m                 |
| 20:46   | Bieg na 3000 m z przeszkodami |

| Godzina | Konkurencja                |
| ------- | -------------------------- |
| 18:00   | Skok wzwyż                 |
| 18:26   | Pchnięcie kulą             |
| 18:50   | Skok o tyczce              |
| 19:04   | Bieg na 400 m przez płotki |
| 19:24   | Bieg na 5000 m             |
| 20:10   | Bieg na 200 m              |
| 20:33   | Bieg na 800 m              |

## Wyniki
| WL – najlepszy wynik na listach światowych w sezonie \| NR – rekord kraju \| PB – rekord życiowy \| SB – najlepszy wynik w sezonie \| MR – rekord mityngu |

### Mężczyźni
| Konkurencja                   | 1. miejsce          | Rezultat    | 2. miejsce       | Rezultat   | 3. miejsce       | Rezultat   |
| Bieg na 100 m                 | Emmanuel Eseme      | 10,11 SB    | Andre De Grasse  | 10,19      | Jeremiah Azu     | 10,25      |
| Bieg na 400 m                 | Alexander Doom      | 44,51 PB    | Muzala Samukonga | 44,54 SB   | Bayapo Ndori     | 44,59      |
| Bieg na 800 m                 | Emmanuel Wanyonyi   | 1:43,84     | Wyclife Kinyamal | 1:43,98    | Yanis Meziane    | 1:44,13 SB |
| Bieg na 1500 m                | Azeddine Habz       | 3:32,86 EL  | George Mills     | 3:33,47 SB | Elliot Giles     | 3:33,50 SB |
| Bieg na 3000 m z przeszkodami | Soufiane El Bakkali | 8:09,40 SB  | Getnet Wale      | 8:09,78    | Amos Serem       | 8:10,82 SB |
| Trójskok                      | Lázaro Martínez     | 17,10 MR SB | Pedro Pichardo   | 16,92      | Almir dos Santos | 16,90      |
| Rzut dyskiem                  | Mykolas Alekna      | 70,70       | Matt Denny       | 67,74      | Daniel Ståhl     | 67,49      |

### Kobiety
| Konkurencja                | 1. miejsce         | Rezultat            | 2. miejsce       | Rezultat    | 3. miejsce       | Rezultat    |
| Bieg na 200 m              | Shericka Jackson   | 22,82 SB            | Maboundou Koné   | 22,96       | Hélène Parisot   | 23,02 PB    |
| Bieg na 800 m              | Prudence Sekgodiso | 1:57,26 WL PB       | Habitam Alemu    | 1:57,70 SB  | Noélie Yarigo    | 1:59,96     |
| Bieg na 5000 m             | Medina Eisa        | 14:34,16            | Fotyen Tesfay    | 14:34,21 PB | Edinah Jebitok   | 14:35,64 PB |
| Bieg na 400 m przez płotki | Rushell Clayton    | 53,98               | Shiann Salmon    | 54,27 SB    | Anna Ryżykowa    | 55,09 SB    |
| Skok wzwyż                 | Angelina Topić     | 1,98 NR NU23R NU20R | Christina Honsel | 1,91 SB     | Lia Apostolovski | 1,91 SB     |
| Skok o tyczce              | Angelica Moser     | 4,73 SB             | Roberta Bruni    | 4,65 SB     | Elisa Molinarolo | 4,55 SB     |
| Pchnięcie kulą             | Chase Jackson      | 20,00 MR            | Yemisi Ogunleye  | 19,40 SB    | Sarah Mitton     | 19,36       |

## Rekordy
Podczas mityngu ustanowiono 1 krajowy rekord w kategorii seniorów:
| Zawodnik       | Reprezentacja | Konkurencja | Rezultat |
| -------------- | ------------- | ----------- | -------- |
| Angelina Topić | Serbia        | skok wzwyż  | 1,98     |